# Lepelschildmos
Het lepelschildmos (Melanohalea exasperatula) is een korstmos uit de familie Parmeliaceae. Het leeft epifyt op een net zure schors, wordt sporadisch ook op steen gevonden (zoals dakpannen en een aantal hunebedden). Het gedijt vooral op de bast van vrijstaande loofbomen of coniferen (ook op takken van het kruingebied), vaak ook op fruitbomen.

## Kenmerken
Het thallus is bladvormig. Het oppervlak is bruin tot olijfbruin (vochtig olijfgroen) en de onderzijde duidelijk lichter (beige tot rozebruin). De diameter van dit relatief kleine bladkorstmos is maximaal 4 cm. Kenmerkend voor deze soort zijn de soms dicht opeengepakte, glanzende isidiën, die aan de uiteinden klonterig, verdikt of afgeplat en bruin tot groen/zwart zijn. Apothecia zijn zeldzaam aanwezig. Indien aanwezig hebben ze een bruine kleur.

## Verspreiding
Lepelschilmos komt voor in Europa en Noord-Amerika, maar wordt sporadisch ook hierbuiten aangetroffen. In Europa komt het voor van de boreale zone tot aan de Middellandse Zee. In Nederland komt het vrij zeldzaam voor (vooral in het noorden, oosten en midden van het land). Het staat niet op de rode lijst en is niet bedreigd.